# Czakó József (labdarúgó)
Czakó József (Resicabánya, 1906. június 11. – 1966. szeptember 12.) magyar nemzetiségű román válogatott labdarúgó, hátvéd.

## Pályafutása

### A válogatottban
1930 és 1931 között két alkalommal szerepelt a román válogatottban. Részt vett az 1930-as uruguay-i labdarúgó-világbajnokságon.

## Statisztika

### Mérkőzései a román válogatottban
| Románia | Románia              | Románia    | Románia  | Románia  | Románia  | Románia       | Románia | Románia |
| #       | Dátum                | Helyszín   | Hazai    | Eredmény | Vendég   | Kiírás        | Gólok   | Esemény |
| ------- | -------------------- | ---------- | -------- | -------- | -------- | ------------- | ------- | ------- |
| 1.      | 1929. szeptember 15. | Szófia     | Bulgária | 2 – 3    | Románia  | barátságos    | -       |         |
| 2.      | 1930. július 21.     | Montevideo | Uruguay  | 4 – 0    | Románia  | vb-csoportkör | -       |         |
|         | Összesen             |            |          | 2        | mérkőzés |               | 0       | gól     |